# 雷射鍵盤

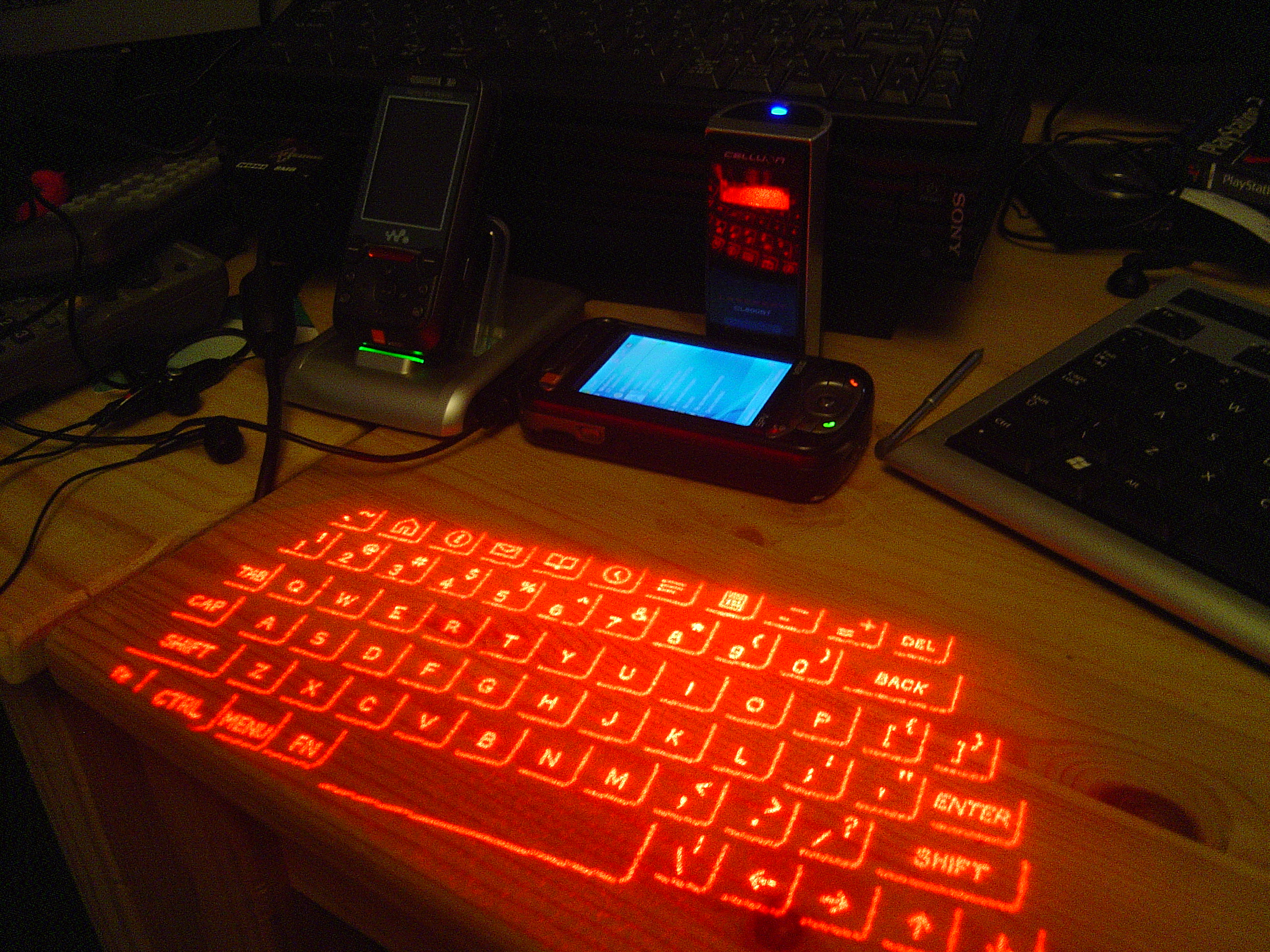
投影鍵盤

投影鍵盤是一種輸入裝置，藉由雷射光投射在平面上形成虛擬的鍵盤圖形。當使用者碰觸到平面的按鍵圖形時，此設備會在平板電腦或電腦螢幕顯示出相對應的按鍵。

## 歷史
光學虛擬鍵盤是由IBM工程師於1992年發明且申請專利。這與一般的機械式按鍵不同，該裝置投射出按鍵型狀，手及手指移動於按鍵上分析成訊號的操做裝置。還有類似此原理的輸入裝置例如（滑鼠、鍵盤等其他裝置）。基於環保與成本，傳統的塑膠電腦鍵盤可能將會被取代。
最初是由Canesta公司，在2002年研發出電子投影技術（electronic perception technology）且取得專利；之後將技術授權給南韓的Celluon公司。
P-ISM（Pen-style Personal Networking Gadget Package）結合了這項技術，進而創造出鋼筆外型的電腦影像放映器。

## 設計

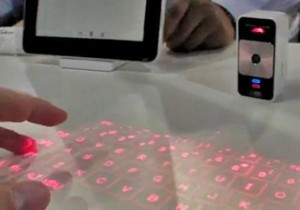
平板電腦使用的雷射投影鍵盤.

雷射光束投射於平坦表面，形成可見的虛擬鍵盤。手指於雷射投影鍵盤上方移動時，感應器或攝像器會偵測到，進而此座標系統軟體將鑑別為文字鍵、符號鍵或動作鍵。